# ヒップ・ドロップ
ヒップ・ドロップ（Hip Drop）は、プロレス技の一種である。ヒップ・プレス（Hip Press）とも呼ばれている。日本名は尻落とし（しりおとし）、臀部落とし（でんぶおとし）。

## 概要
仰向けになった相手の顔の方を向いた状態で相手の胴体や顔を両足で跨いで、その状態から尻餅をつくように倒れ込み、相手の腹や胸の上に尻から着地して押し潰す。ヒップ・ドロップを決めた状態で相手をピンフォールするホールド式もある。また、相手を表裏逆(うつぶせ)の状態で決めることもある。
応用技としてジャンプしながら仕掛けるジャンピング式、助走をつけてジャンプしながら仕掛けるランニング式、コーナー最上段からジャンプして仕掛けるダイビング式がある。

## 主な使用者
- アンドレ・ザ・ジャイアント - ジャンプしないで尻餅をつくような形で仕掛ける。
- 入江茂弘 - ランニング式をテディベアの名称で使用。
- サンダー杉山 - ジャンピング式を雷電ドロップの名称で使用[1]。
- 下野佐和子 - 杉山にあやかって雷電ドロップの名称で使用。
- シュガー佐藤 - ジャンピング式を雷電の名称で使用。
- ジョン・テンタ - ランニング式をアースクェイク・スプラッシュの名称で使用[2]。
- バイパー
- 浜亮太 - ハマ・ケツの名称で使用。
- ペッパー・ゴメス - ダイビング式をメキシカン・ドロップの名称で使用[3]。
- ブラソ・デ・プラタ
- マイク・ショー
- 森嶋猛
- 吉江豊

## 派生技
ヒップ・アタック
ヒップ・バットとも呼ばれている。膝をついた相手、尻餅をついた相手に背を向けるように体を捻りながら臀部を後ろに突き出して相手の顔に自身の臀部の尾てい骨部分を叩きつける。
応用技としてジャンプしながら相手の胸板にジャンピング式、コーナー最上段からジャンプして相手の顔に叩きつけるダイビング式がある。
バンザイ・ドロップ
ヨコズナのオリジナル技。仰向けになった相手をコーナー近くに引きずってリングに背を向けながらコーナーのトップロープを両手で掴み、セカンドロープに登って反動をつけて後ろに跳び退くようにジャンプして相手の胸板の上に尻から着地して押し潰す。
バーミヤン・スタンプ
つぼ原人のオリジナル技。仰向けになった相手の体に向かって助走して相手側についたところで急停止して相手の頭を両足で跨いで自身の体をしゃがみ込ませて相手の顔面に尻を押しつけてフォールを奪う。
おばっちドロップ
おばっち飯塚のオリジナル技。仰向けになった相手の足側に立って相手の右足を左手で左足を右手で掴み、相手の両足を開かせて相手の股の間を通り抜けるように体をジャンプさせて相手の胸板の上に尻から着地して押し潰す。